# Phlegetonia fulvigrisea
Phlegetonia fulvigrisea är en fjärilsart som beskrevs av W. Warren 1914. Phlegetonia fulvigrisea ingår i släktet Phlegetonia och familjen nattflyn. Inga underarter finns listade i Catalogue of Life.